# Basil Bennett
Basil Robert Bennett (Dudley, Illinois, 30 de novembre de 1894 – Maywood, Illinois, 19 d'agost de 1938) va ser un atleta estatunidenc, especialista en el llançament de martell, que va competir a començaments del segle xx.
El 1920 va prendre part en els Jocs Olímpics d'Anvers, on va guanyar la medalla de bronze en la prova del llançament de martell del programa d'atletisme.

## Millors marques
- llançament de martell. 48,27 metres (1923)[1][2]